# Enkelrecht

Tochter- und Enkelrecht in einer urheberrechtlichen Lizenzkette

Als Enkelrecht (auch: Enkel-Nutzungsrecht) bezeichnet man insbesondere im Urheberrecht ein Nutzungsrecht, das nicht vom originären Rechteinhaber selbst, sondern seinerseits vom Inhaber eines Nutzungsrechts („Tochterrechts“) eingeräumt wurde.

## Rechtslage in Deutschland

### Einordnung
Originärer Rechteinhaber des Urheberrechts ist der Urheber. Dieser kann sein Urheberrecht zwar nicht auf einen Dritten übertragen (§ 29 Abs. 2 Urheberrechtsgesetz [UrhG]), allerdings kann er einem Dritten ein Nutzungsrecht einräumen (§ 31 UrhG). Ein Nutzungsrecht ist ein durch Rechtsgeschäft (Vertrag) begründetes Recht am (fremden) Urheberrecht; es wird bisweilen auch, in Anlehnung an den Sprachgebrauch bei den gewerblichen Schutzrechten, als Lizenz bezeichnet. Das vom originären Rechteinhaber eingeräumte Nutzungsrecht bezeichnet man auch als Nutzungsrecht erster Stufe oder „Tochterrecht“, weil es unmittelbar vom Urheberrecht (als „Mutterrecht“) abgeleitet ist. Räumt der Inhaber eines solchen Nutzungsrechts erster Stufe seinerseits einem Dritten ein Nutzungsrecht ein, so bezeichnet man dieses dann analog als Nutzungsrecht zweiter Stufe oder auch „Enkelrecht“. Teilweise ist auch die Rede von einer „Unterlizenz“ (in Abgrenzung zur auf erster Stufe angesiedelten „Hauptlizenz“). Durch die Einräumung mehrstufiger Nutzungsrechte entstehen so genannte Lizenzketten (auch: Rechteketten).

### Auswirkungen des Untergangs des Tochterrechts auf das Enkelrecht
Rechtlich problematisch sind die Auswirkungen einer Störung im Bereich eines Tochterrechts auf den Bestand von Nutzungsrechten nachgelagerter Stufen. Zu einer solchen Störung kommt es etwa, wenn der Urheber von seinem Rückrufsrecht wegen Nichtausübung Gebrauch macht. Nach § 41 Abs. 1 UrhG kann ein Urheber ein von ihm eingeräumtes ausschließliches Nutzungsrecht zurückrufen, wenn dessen Inhaber das Recht nicht oder nur unzureichend ausübt und dadurch berechtigte Interessen des Urhebers erheblich verletzt werden. Rechtsfolge der wirksamen Erklärung eines solchen Rückrufs ist das Erlöschen des Nutzungsrechts (§ 41 Abs. 5 UrhG). Dies wirft die Frage auf, welche Auswirkungen der Rückruf des Tochterrechts wegen Nichtausübung auf den Fortbestand von Enkelrechten hat, die vor dem Rückruf eingeräumt worden sind.
Im urheberrechtlichen Schrifttum herrscht in dieser Frage große Uneinigkeit. Nach einer Ansicht sollen mit dem Wegfall des Tochterrechts infolge Rückrufs auch die Enkelrechte automatisch erlöschen. Demgegenüber wird, üblicherweise unter Hinweis auf unmittelbare Konsequenzen aus dem Abstraktionsprinzip, vertreten, ein Fortfall des Tochterrechts lasse Enkelrechte unberührt. Eine weitere Ansicht will vermittelnd nach dem Grund des Erlöschens des Tochterrechts unterscheiden, wobei zumeist danach differenziert wird, ob das Tochterrecht aufgrund ordentlicher oder außerordentlicher Gründe (Rückruf, Kündigung etc.) untergegangen ist.
Der Bundesgerichtshof (BGH) entschied 2009 in der Sache Reifen Progressiv – gegen die damals vorherrschende Meinung in der Literatur –, dass abgeleitete Enkelrechte beim Rückruf des Tochterrechts wegen Nichtausübung nicht erlöschen. Dies begründete er damit, dass die Enkelrechte ihre Grundlage in der Vereinbarung mit dem Inhaber des Tochterrechts (und nicht mit dem Urheber selbst) haben und das Erlöschen des ersten Verpflichtungsgeschäfts grundsätzlich nicht das Erlöschen dieser weiteren Vereinbarung zur Folge habe. Auch einfachen Nutzungsrechten komme dinglicher Charakter zu, sodass das Enkelrecht nach Abspaltung vom Tochterrecht von dessen Fortbestand unabhängig sei. Schließlich spreche im Rahmen einer Interessenabwägung die Ausgestaltung des Rückrufsrechts wegen Nichtausübung gegen ein Erlöschen einfacher Enkelrechte: Bei Enkelrechten ausschließlicher Natur könne der Urheber den Rückruf wegen Nichtausübung ohnehin unmittelbar gegenüber dem Inhaber des Enkelrechts erklären. Bei einfachen Enkelnutzungsrechten ist dies zwar nicht möglich, doch falle ins Gewicht, dass der Urheber wegen deren bloß einfachen Charakters in seinen Rechten nicht übermäßig beeinträchtigt werde und der Einräumung von Enkelrechten durch den Inhaber des Tochterrechts ursprünglich selbst zugestimmt habe, sodass er es anschließend auch hinnehmen müsse, wenn das ausschließliche Nutzungsrecht beim Rückfall mit einem einfachen Nutzungsrecht belastet ist.
Inwieweit diese Rechtsprechung auch auf andere Fälle des Wegfalls des Tochterrechts übertragbar ist, ist umstritten. Der BGH hat sie inzwischen jedoch bereits erheblich ausgeweitet. In der Entscheidung M2Trade entschied er für Fälle, in denen der Hauptlizenznehmer dem Unterlizenznehmer ein einfaches Nutzungsrecht gegen fortlaufende Zahlung von Lizenzgebühren eingeräumt hat, dass das Erlöschen des Tochterrechts auch dann nicht zum Erlöschen des Enkelrechts führt, wenn das Tochterrecht nicht durch einen Rückruf wegen Nichtausübung, sondern aus anderen, nicht in der Sphäre des Unterlizenznehmers liegenden, Gründen erlischt (im Streitfall: Kündigung des Hauptlizenzvertrags wegen Zahlungsverzugs).